# Deixa Falar (Belém)
O GRCC Deixa Falar é uma escola de samba da cidade de Belém do Pará.
Escola tradicional da capital, faz parte habitualmente do grupo principal do Carnaval da capital paraense. Obteve a quinta colocação em 2009 e a sexta colocação em 2010. Em 2011, por discordâncias em relação à liga, a escola não desfilou.
Em 2012, abordou a Marujada de Bragança como tema de seu carnaval.

## Segmentos
Presidente - Esmael Tavares

### Intérpretes
| Carnavais     | Intérprete oficial               |
| ------------- | -------------------------------- |
| 2020          | Pitty de Menezes                 |
| 2022-presente | Pitty de Menezes e Grazzi Brasil |

### Diretores
| Ano  | Diretor de Carnaval | Diretor geral de harmonia | Mestre de bateria | Ref. |
| ---- | ------------------- | ------------------------- | ----------------- | ---- |
| 2016 |                     |                           |                   |      |
| 2017 |                     |                           |                   |      |

### Coreógrafo
| Ano  | Nome | Ref. |
| ---- | ---- | ---- |
| 2016 |      |      |
| 2017 |      |      |

### Casal de Mestre-sala e Porta-bandeira
| Ano  | Nome | Ref. |
| ---- | ---- | ---- |
| 2016 |      |      |
| 2017 |      |      |

### Corte de bateria
| Período | Rainha | Madrinha | Ref. |
| ------- | ------ | -------- | ---- |
| 2016    |        |          |      |
| 2017    |        |          |      |

## Carnavais
| Ano                  | Colocação            | Grupo                | Enredo                                                                                             | Carnavalesco         | Ref         |
| -------------------- | -------------------- | -------------------- | -------------------------------------------------------------------------------------------------- | -------------------- | ----------- |
| 2008                 | 4º lugar             | Especial             | Deixa chover, deixa falar, se está na chuva é pra se molhar                                        |                      | [ 4 ]       |
| 2009                 | 5º lugar             | Especial             | Ervas da floresta, cheiros do Pará são magias da Deixa Falar                                       | Claudia Palheta      | [ 5 ]       |
| 2010                 | 6º lugar             | Especial             | Opera de São João- Pássaros de cordão                                                              |                      |             |
| Não desfilou em 2011 | Não desfilou em 2011 | Não desfilou em 2011 | Não desfilou em 2011                                                                               | Não desfilou em 2011 | [ 6 ] [ 7 ] |
| 2012                 |                      | Especial             | Marujada, é bragantina, é paraense, é brasileira                                                   |                      | [ 3 ]       |
| 2013                 |                      | Especial             | Sob a luz da ribalta, os sonhos e devaneios de um artista.                                         |                      |             |
| 2014                 | 8° lugar             | Especial             | Da Abissínia ao Brasil: a deixa falar bota a água pra ferver e canta a saga do ouro negro, o café. |                      |             |
| 2015                 | 6° lugar             | Grupo de Acesso      | Em vento de pipa, papagaio também voa!                                                             | Dellean Cardoso      |             |
| 2016                 | Campeã               | Grupo de Acesso      | Em Belém se tá na chuva é pra se molhar!                                                           | Claudia Palheta      |             |
| 2017                 | Não ocorreu concurso |                      | |                      |             |
| 2018                 | 7 lugar              | Especial             | Dendê, óleo do negro de cor, aroma, religião e sabor.                                              |                      |             |
| 2019                 | Vice-campeã          | Especial             | Charivari, pantagruel, Gargantua e Papagaio contra o demônio Azul                                  | Eduardo Wagner       |             |
| 2020                 | 6º lugar             | Especial             | Sem Gugu dadá! Mi,mi! bumbum! Sátira simpatica de um carnaval pequeno!                             | Eduardo Wagner       |             |
| 2021                 | Não Ocorreu Desfile  |                      | |                      |             |
| 2022                 | Não Ocorreu Desfile  |                      | |                      |             |
| 2023                 | 6º lugar             | Especial             | Beijo: História, Romances e Carnaval                                                               | Junior Cardoso       |             |
| 2024                 | 5º lugar             | Especial             | Carabao, O Segredo da Multiplicação, O Búfalo que Vale Ouro                                        |                      |             |
| 2025                 | 4º lugar             | Especial             | O Sonho Virou Realidade: Uma Gota de Amor para Salvar a Criação                                    |                      |             |